# أليساندرو نورا
أليساندرو نورا (بالإيطالية: Alessandro Nora)‏ هو لاعب كرة الماء إيطالي، ولد في 24 مايو 1987 في ميراندولا في إيطاليا.

## وصلات خارجية
- أليساندرو نورا على موقع الاتحاد الدولي للسباحة (الإنجليزية)
- أليساندرو نورا على موقع اللجنة الأولمبية الدولية (الإنجليزية)
- أليساندرو نورا على موقع أوليمبيديا (الإنجليزية)
- أليساندرو نورا على موقع اللجنة الأولمبية الإيطالية (الإيطالية)